# Jordtype
En jordart, jordbundstype og jordtype er en type aflejring af yngre alder, som ikke er blevet hærdnet endnu, i modsætning til ældre bjergarter.
Danmarks undergrund består af en række forskellige jordarter. De har betydning som råstoffer for industri og byggeri, men de har også en kraftig indvirkning på den overjord, der dannes over dem under forvitring og opblanding med humus og førne.
Der findes mange spidsfindigt beskrevne jordtyper (se skemaet nedenfor). Til hverdag kan man dog nøjes med at konstatere, at der findes to hovedtyper: muld og morr
Jord er et granulært materiale.

## Danske jordarter
Her følger en liste over danske jordarter som beskrevet af Danmarks Geologiske undersøgelse (GEUS):
- Flyvesand
- Ferskvandsdannelser
- Marskaflejringer
- Havaflejringer
- Strandvolde
- Morænesand og Morænegrus
- Moræneler
- Smeltevandssand og Smeltevandsgrus
- Ekstramarginale aflejringer
- Ældre havaflejringer

Mange af disse aflejrninger blev dannet af gletsjere under istiden, hvorfor der også kan forekomme vandreblokke i dem

## Overjordstyper
- Morr er en jord uden krummestruktur. Den dannes ofte over en sandet råjord, og gerne med en trævlet førne som udgangsmateriale. Typen er fattig på gødningsstoffer og den er sur med et pH, der ligger under 5,5. Af disse grunde findes der næsten ingen regnorme i jorden. Det betyder, at organisk stof og råjord er dårligt blandet, og at omsætningen af førnen foregår meget langsomt. Det øverste lag er førne. Derefter følger råhumus, så blegsand og dybt nede al og under det den oprindelige råjord.
- Muld er en grundigt blandet jord, som dannes over lerholdig bund. Organisk stof og råjord danner en sammenhængende blanding, og jordtypen har en god krummestruktur. Typen indeholder masser af regnorme og andre jordbundsorganismer, som sikrer en hurtig nedbrydning af førnen. Det gør, at jorden er rig på gødningsstoffer, og at den er godt iltet med god afdræning. Det høje indhold af kalk og andre baser i leret betyder, at huminsyrer og sur nedbør bliver neutraliseret, sådan at udvaskning af gødningsstoffer bliver nedsat. Muldjorden er kendetegnet ved, at den ikke er tydeligt lagdelt.

I princippet kan der dannes både morr og muld på enhver råjordstype. De to afgørende faktorer er indholdet af kalk og variationen i førnen. Hvis der er kalk til stede i jorden, vil syrer fra humificering, sur nedbør og kulsyredannelse blive neutraliseret. Og hvis førnen er varieret, vil der komme regnorme, som opblander jorden og sikrer en stabil og porøs struktur (krummestruktur) i jorden. Det er ved at have opmærksomhed på disse enkle forhold, at man skaber en sund og frodig have.

## Klassificering i dansk landbrug
Inden for dansk landbrug anvendes følgende klassificering af jordbundstyper, ofte blot benævnt ved deres JB-nummer.

### Teksturtabel forråjordstyper
| Jordtype | JB-nummer | Teksturbetegnelse        | % Ler (under 0,002 mm) | % Silt: (0,002-0,02 mm) | % Finsand (0,02-0,2 mm) | % Sand, (0,02-2 mm) | % Humus  |
| 1        | JB-1      | Grovsandet jord          | 0-5                    | 0-20                    | 0-50                    | 75-100              | under 10 |
| 2        | JB-2      | Finsandet jord           | 0-5                    | 0-20                    | 50-100                  | 75-100              | under 10 |
| 3        | JB-3      | Grov lerblandet sandjord | 5-10                   | 0-25                    | 0-40                    | 65-95               | under 10 |
| 3        | JB-4      | Fin lerblandet sandjord  | 5-10                   | 0-25                    | 40-95                   | 65-95               | under 10 |
| 4        | JB-5      | Grov sandblandet lerjord | 10-15                  | 0-30                    | 0-40                    | 55-90               | under 10 |
| 4        | JB-6      | Fin sandblandet lerjord  | 10-15                  | 0-30                    | 40-90                   | 55-90               | under 10 |
| 5        | JB-7      | Lerjord                  | 15-25                  | 0-35                    |                         | 40-85               | under 10 |
| 6        | JB-8      | Svær lerjord             | 25-45                  | 0-45                    |                         | 10-75               | under 10 |
| 6        | JB-9      | Meget svær lerjord       | 45-100                 | 0-50                    |                         | 0-55                | under 10 |
| 6        | JB-10     | Siltjord                 | 0-50                   | 20-100                  |                         | 0-80                | under 10 |
| 7        | JB-11     | Humus                    |                        |                         |                         |                     | over 10  |
| 8        | JB-12     | Specielle jordtyper      |                        |                         |                         |                     |          |

## Eksternt link
- Danske Jordbundsprofiler (se også on. bog) Arkiveret 13. marts 2005 hos  Wayback Machine
- DGU's netsted med omtale af Digitalt kort over Danmarks jordarter Arkiveret 6. marts 2016 hos  Wayback Machine.
- Web applikation med interaktiv visning af jordartskort Danmarks Geologi Arkiveret 24. maj 2015 hos  Wayback Machine.